# 緑風会病院
緑風会病院（りょくふうかいびょういん）は、大阪市平野区にある病院。医療法人緑風会が運営。

## 概要
1973年（昭和48年）10月に開院。大阪大学医学部附属病院救急医学講座（高度救命救急センター）・整形外科教室の関連病院でもある。理事長の杉本侃（大阪大学名誉教授）とそのスタッフ達は、日本最初の救命救急センターの創設者であり、2002年（平成14年）7月23日にNHKの「プロジェクトX〜挑戦者たち〜・救命救急ER誕生」で紹介された。

## 交通アクセス
- 地下鉄谷町線平野駅下車 西へ徒歩7分
- 大阪シティバス 「平野区役所前」 西へ徒歩6分

## 診療科
- 内科
- 消化器科
- 循環器科
- 外科
- 脳神経外科
- 整形外科

- 泌尿器科
- 形成外科
- 心臓循環器科
- リハビリテーション科
- ICU
- 人間ドック

## 医療機関指定
- 保険医療機関
- 指定自立支援医療機関（精神通院医療）
- 臨床研修指定病院